# Coty Building
El Coty Building es un edificio en el 714 Fifth Avenue del Midtown Manhattan de Nueva York (Estados Unidos). El edificio de seis pisos contiene una fachada de inspiración francesa y un techo abuhardillado. Del tercer al quinto piso contienen 276 paneles de vidrio decorativos, la única obra arquitectónica documentada de René Lalique en los Estados Unidos. El Coty Building forma la base del rascacielos contiguo en el 712 Fifth Avenue y, como resultado, sus interiores originales se han eliminado por completo.
Construido como una casa adosada de piedra rojiza en 1871, fue rediseñado en 1907-1908 por el arquitecto Woodruff Leeming. Fue encargado por el propietario e inversor de bienes raíces Charles A. Gould, quien, previendo el cambio del vecindario de uso residencial a comercial, deseaba reemplazar la fachada de la casa de piedra rojiza. Tras su finalización en 1910, el edificio fue arrendado al perfumista François Coty, quien ocupó el edificio hasta 1941. Durante mediados del siglo XX, el edificio tenía una variedad de inquilinos. Con el desarrollo del Coty 712 Fifth Avenue, el Coty Building se propuso para su demolición a principios de la década de 1980. La fachada se conservó en 1985 como un hito designado por la ciudad de Nueva York, y el rascacielos se completó detrás del Coty Building en 1990.

## Diseño
El diseño de la fachada de seis pisos del Coty Building data de una renovación de 1907-1908 de Woodruff Leeming. : 5  La fachada es una pared de vidrio rodeada por un marco. Los dos primeros tienen pisos de piedra caliza, pilares estriados y una cornisa apoyada ern una ménsula; se tratan como una única sección continua de la fachada. Los pisos tercero a quinto también se tratan como una sola pared de vidrio, rodeada por un marco de piedra caliza con motivo de arquitrabe en la parte superior y motivos colgantes de campanillas en cada lado. Las enjutas de acero fundido están por encima del tercer y cuarto piso. : 5 
Hay cinco tramos verticales de ventanas, separados por delgados parteluces verticales de acero. La articulación general permanece sin cambios respecto a su construcción original, aunque las ventanas abatibles originales fueron removidas y reemplazadas por ventanas por René Lalique. : 6  Estas ventanas comprenden la única obra arquitectónica de Lalique documentada en los Estados Unidos. Cada bahía consta de un marco de varios paneles separados por un espejo de popa. Las bahías centrales contienen vidrio transparente, aunque el vidrio decorativo se encuentra en las bahías laterales. Hay un frontón arqueado en forma de vieira con pequeños soportes sobre el tercer piso. Cada panel mide aproximadamente 13 mm espesor, rodeado de marcos metálicos; se eleva el exterior de cada marco. : 6  Hay 276 paneles en total, cada uno mide 35,6 por 35,6 mm.
La fachada del tercer al quinto piso contiene diseños de enredaderas y flores entrelazados, que según la Comisión de Preservación de Monumentos Históricos de la Ciudad de Nueva York son tulipanes. La planta superior está rematada por una cornisa modillificada con consolas de consola que sostienen una balaustrada. El techo inclinado cubierto de metal con buhardillas arqueadas permitió que el edificio armonizara con sus vecinos. : 5–6 
Originalmente, 714 Fifth Avenue contenía un escaparate en su piso y oficinas en los otros pisos. Durante el desarrollo del rascacielos en 712 Fifth Avenue a fines de la década de 1980, se eliminaron todos los interiores originales. Se instaló un atrio de cuatro pisos detrás de la fachada del Coty Building. Una tienda Henri Bendel de 7300 m² se construyó en los pisos inferiores del atrio. La tienda se diseñó con balcones con barandillas de hierro que rodeaban el atrio, y se dispuso de modo que todos los pisos del edificio pudieran tener una vista directa del atrio.

## Historia
La Quinta Avenida entre 42nd Street y Central Park South (59th Street) estuvo relativamente subdesarrollada hasta finales del siglo XIX. 714 Fifth Avenue se construyó en 1871 como una casa adosada de piedra rojiza, una de varias en el lado occidental de la Quinta Avenida entre las calles 55 y 56. : 5  A principios de 1900, esa sección de la Quinta Avenida se estaba convirtiendo en un área comercial.
En la primera década del siglo XX, el propietario e inversor inmobiliario Charles A. Gould, previendo el cambio del vecindario del uso residencial al comercial, deseaba reemplazar la fachada de la casa de piedra rojiza. En consecuencia, en 1907, se contrató al arquitecto Woodruff Leeming para remodelar la casa. : 5  Donald M. Mitchell recibió el contrato general para remodelar la casa adosada. Se iba a erigir una extensión lateral en la parte trasera, se agregaría un piso sobre el edificio principal y se renovaría el interior. con iluminación eléctrica, elevador eléctrico de pasajeros, tabiques y accesorios de plomería. El Real Estate Record and Guide escribió en diciembre de 1908 que el edificio remodelado tenía "un máximo de luz y aire en cada piso, siendo la composición general buena y al mismo tiempo asegurando el efecto de apoyos adecuados para los pisos superiores mediante el muelles laterales llevados hasta el nivel de la acera ".

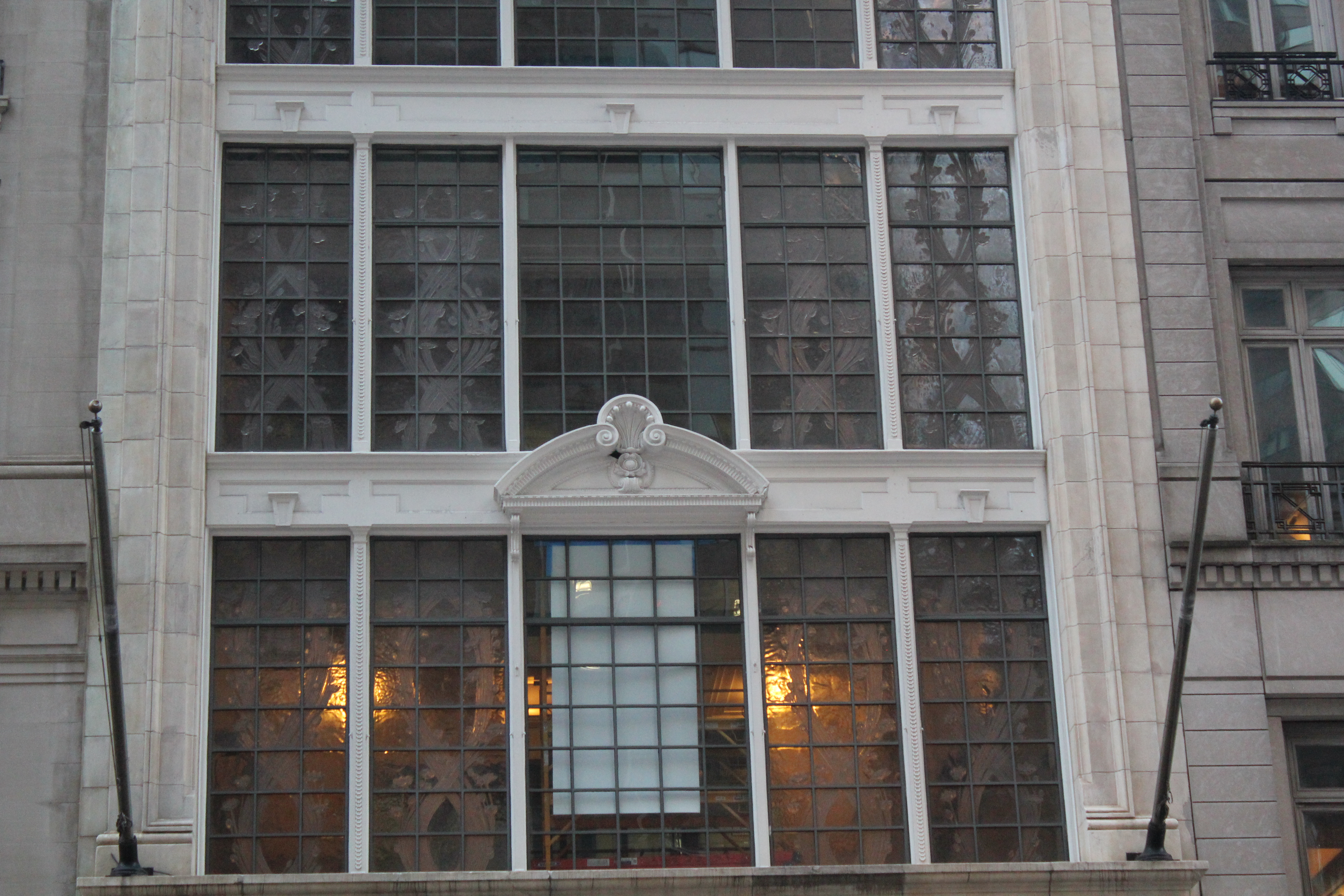
Detalle de la ventana del segundo piso

En 1910, el edificio fue arrendado al perfumista François Coty, quien lo utilizó como la sede estadounidense de Coty, Inc. Coty encargó al joyero y vidriero René Lalique el diseño de una pared de ventanas de vidrio. Lalique creó una composición de estilo Art Nouveau de paneles de vidrio decorados con enredaderas de flores, lo suficientemente grandes como para ir del tercer al quinto piso. : 4  El edificio renovado acogió exposiciones como una exposición de 1910 para difundir la conciencia sobre la tuberculosis, así como un beneficio de 1914 para el Comité de la Misericordia. Alrededor de 1921, Shoecraft Inc. alquiló un espacio en el edificio, donde permaneció durante veinte años. En 1926, Coty trasladó las oficinas de la empresa a 423 West 55th Street, conservando solo la sala de exposición de la empresa en 714 Fifth Avenue. El sexto piso fue entonces alquilado al fotógrafo Jay TE Winburn, mientras que el quinto piso fue alquilado para sastre Berkley R. Merwin Inc.
El edificio fue propiedad de Gould hasta su muerte en 1926. Su patrimonio subastó sus propiedades en enero de 1927, durante la cual el edificio fue comprado por Robert E. Dowling por 710 000 dólares. El contrato de arrendamiento original de Coty se extendió hasta 1931 y se renovó hasta 1951. Sin embargo, Coty Inc. permaneció en 714 Fifth Avenue solo hasta 1941, cuando trasladó la sala de exposición al 423 West 55th Street. : 5  También en 1941, Fareco Inc. compró el edificio de Dowling's City Investing Company por $ 675 000 dólares. La venta se realizó en nombre de los intereses de Coty. La firma de ropa para mujeres Kargere Inc. tomó el escaparate de la planta baja y el espacio del sótano en 1942.
Harry Winston fue entonces el propietario del edificio hasta 1964, cuando lo adquirió la Transportation Corporation of America. Hooks & Wax fue contratado para remodelar el edificio de las subsidiarias de Transportation Corporation, que incluían Trans Caribbean Airways, DC Transit System, International Railways of Central America y el periódico en español El Diario La Prensa. La Transportation Corporation era propiedad de O. Roy Chalk, quien vendió Trans Caribbean Airways a American Airlines en 1971, pero continuó manteniendo sus oficinas en 714 Fifth Avenue. Chalk vendió el edificio en 1978 a Juschi Realty por 2,6 millones de dólares. Chalk conservó sus oficinas en el tercer piso mientras Juschi International abrió una tienda de accesorios y ropa deportiva de lujo para mujeres en el sótano y en el primer, segundo y cuarto piso. A principios de la década de 1980, un médico que vivía en Alemania era dueño del 714 de la Quinta Avenida y una tienda de electrónica ocupaba la planta baja.

### Preservación

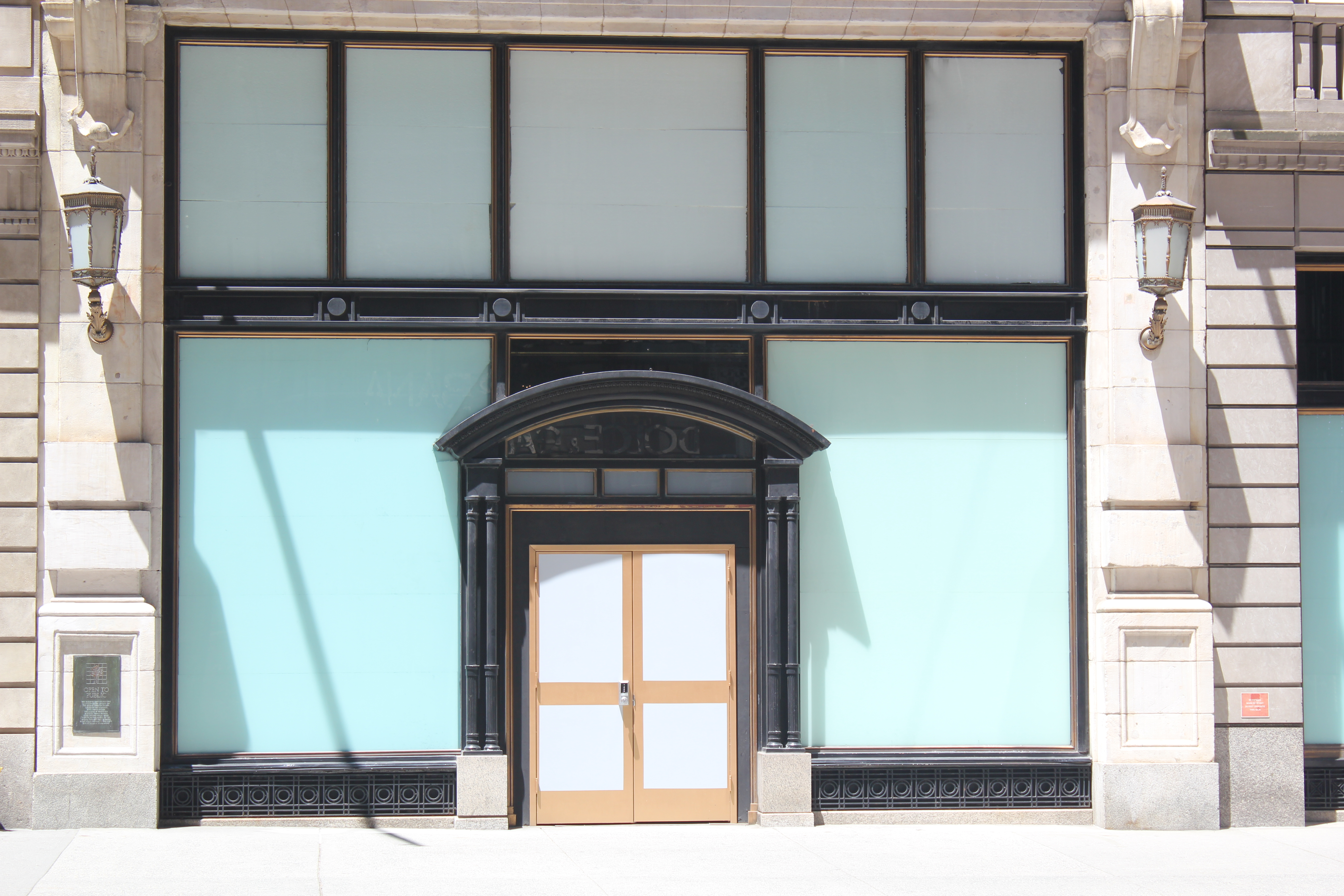
El escaparate visto en junio de 2021

En 1983, el desarrollador David S. Solomon comenzó a planificar un rascacielos de oficinas de 44 pisos en la esquina suroeste de 56th Street y Fifth Avenue. Dado que ni el Coty Building ni el edificio adyacente Rizzoli en el Coty 712 Fifth Avenue fueron designados como puntos de referencia oficiales, tenía la intención de reemplazarlos. Los propietarios de Steadsol Fifth Associates, un consorcio del que formaba parte Solomon, compraron ambos edificios en 1984 con la intención de demolerlos. El propietario de 714 Fifth Avenue acordó vender su estructura a cambio de una participación en el nuevo rascacielos. Las sucias ventanas llamaron la atención del historiador de la arquitectura Andrew Dolkart, quien descubrió que las ventanas del Coty Building eran la única obra arquitectónica documentada de René Lalique en los Estados Unidos. La Sociedad Municipal de Arte abogó porque la Comisión de Preservación de Monumentos Históricos de la Ciudad de Nueva York otorgara al edificio el estatus de monumento oficial, y ambos fueron designados a principios de 1985.
Debido a la falta de comunicación entre el Departamento de Edificios de la Ciudad de Nueva York y la Comisión de Preservación de Monumentos Históricos, los permisos de alteración para los Edificios Coty y Rizzoli se aprobaron inicialmente a pesar de las designaciones. Los edificios Coty y Rizzoli recibieron protección policial las 24 horas del día por temor a que pudieran ser demolidos. Steadsol Fifth Associates luego tuvo sus permisos de alteración para el Edificio Coty revocados. La Comisión de Preservación de Monumentos Históricos también aprobó un Certificado de Idoneidad que permitió que el nuevo rascacielos, 712 Fifth Avenue, se erigiera detrás de los edificios existentes. Por lo tanto, el rascacielos tuvo que construirse con el Edificio Coty en su base, incorporando las antiguas fachadas en el diseño. Steadsol Fifth Associates, que estaba desarrollando el rascacielos, tuvo sus permisos de alteración para el Coty Building revocados después de las designaciones de hito.
A lo largo de los años, las ventanas Lalique del edificio se habían ido cubriendo gradualmente de suciedad. En 1986, Greenland Studio en Manhattan retiró los 276 paneles de la fachada para su renovación. De estos, 46 paneles fueron reemplazados por réplicas hechas por Jon Smiley Glass Studios en Filadelfia. En 1990, Beyer Blinder Belle restauró la fachada para la apertura de la tienda insignia de Henri Bendel en la ciudad de Nueva York. En el interior, se eliminaron las antiguas oficinas de Coty y se agregó el atrio. En 2000 se realizaron más restauraciones, después de que la erosión hídrica hiciera que algunos de los marcos de acero se expandieran, agrietando diez paneles. Un autor escribió: "Este tipo de preservación híbrida [...] con un equilibrio entre desarrollo y preservación es política y económicamente esencial en las ciudades modernas". La tienda Henri Bendel detrás de la fachada del Coty Building cerró a fines de 2018, y el joyero Harry Winston arrendó el espacio en 2020.